# Międzynarodowa Odznaka Turystyczna Besky(i)dy
Międzynarodowa Odznaka Turystyczna Besky(i)dy (słow. Medzinárodný turistický odznak Besky(i)dy, cz. Mezinárodní turistický odznak Besky(i)dy) – odznaka ustanowiona 24 marca 2008 jako wspólna inicjatywa organizacji turystycznych z Polski, Czech i Słowacji.

## Organizatorzy akcji
Organizatorami akcji są:
- Regionálna Rada Klubu slovenských turistov Čadca
- Klub českých turistů Třinec
- Polskie Towarzystwo Turystyczno-Sportowe „Beskid Śląski” w Republice Czeskiej
- PTTK „Wisła” w Wiśle
- Oddział Babiogórski PTTK w Żywcu

W każdym z trzech krajów można było zdobyć inną wersję odznaki. Ponadto, w przypadku zdobycia odznak we wszystkich państwach, przyznawano Złotą Odznakę, która była identyczna dla wszystkich krajów.

## Historia
21 grudnia 2007 nastąpiło symboliczne otwarcie granic między sąsiadującymi z Polską od południa krajami. Rozwijająca się od lat współpraca na niwie turystycznej między turystami z Czech, Słowacji i Polski zaowocowała pomysłem stworzenia międzynarodowej odznaki turystycznej, która zbliżałaby turystów z tych państw.
24 marca 2008 na górze Ostry w Czechach odbyła się prezentacja odznaki oraz zasad jej zdobywania.
20 września 2008 Polacy, Czesi i Słowacy spotkali się na imprezie turystycznej przejścia przez trzy państwa. Turyści słowaccy i czescy wyruszyli ze wsi Czerne na Słowacji i przez Trzycatek w Polsce doszli do Hrčavy w Czechach, gdzie oczekiwali na nich turyści z Polski. W gospodzie „Pod Jaworem” zlokalizowano punkt weryfikacyjny MOT Besky(i)dy. Kilkanaście osób, które spełniły wymagane regulaminem normy otrzymało odznaki.

## Warunki zdobywania

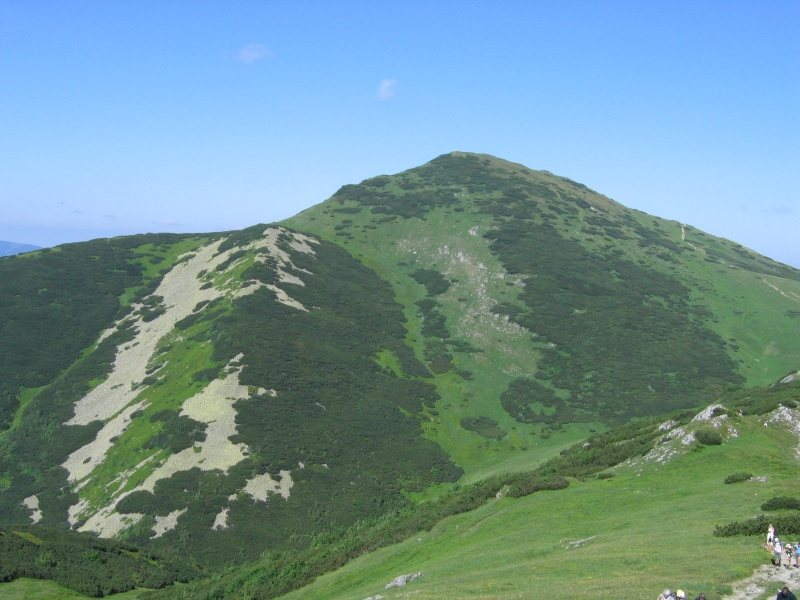
Veľký Kriváň, jeden ze słowackich punktów kontrolnych

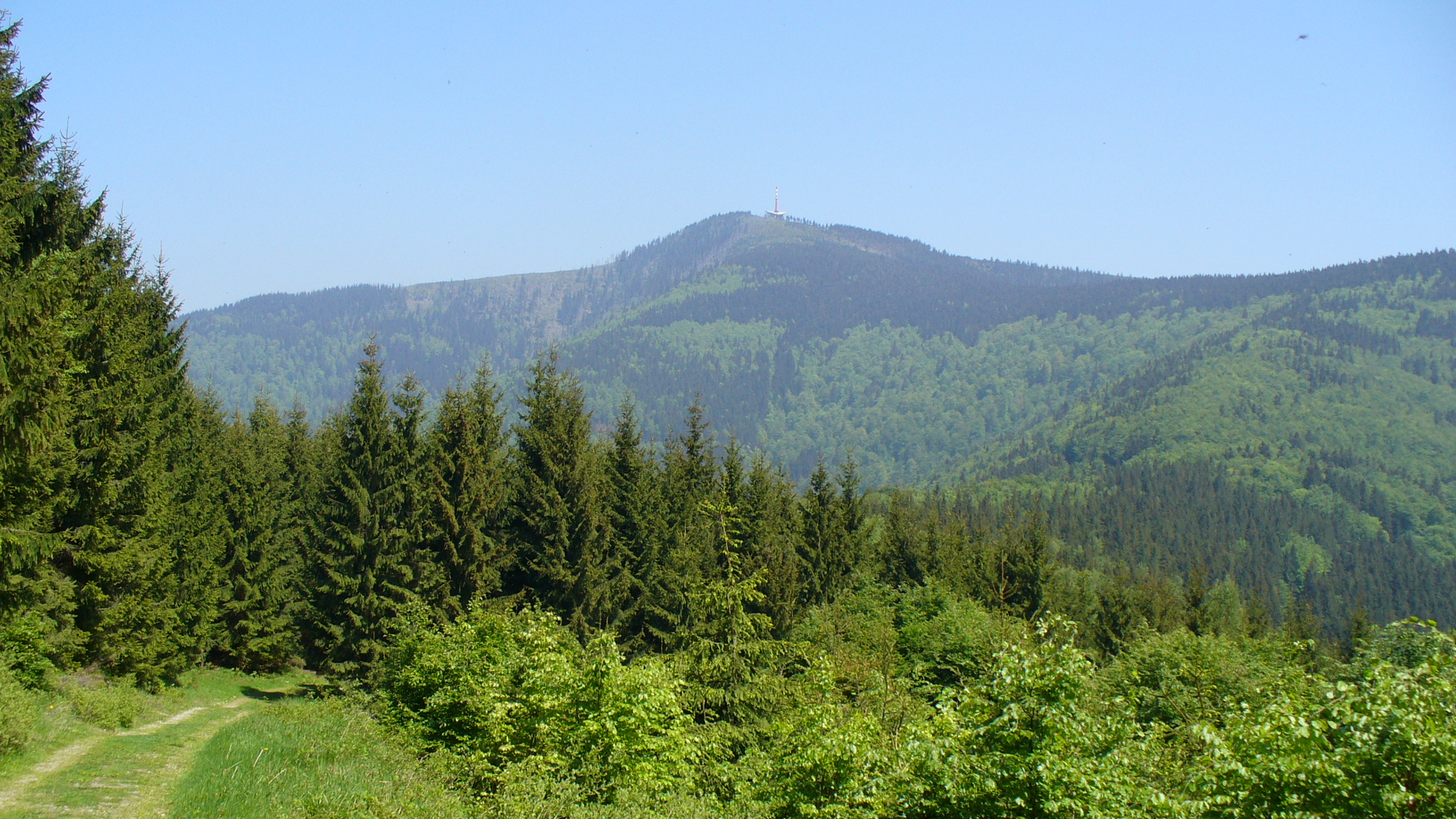
Lysá hora, widok z przełęczy Pod Čuplem

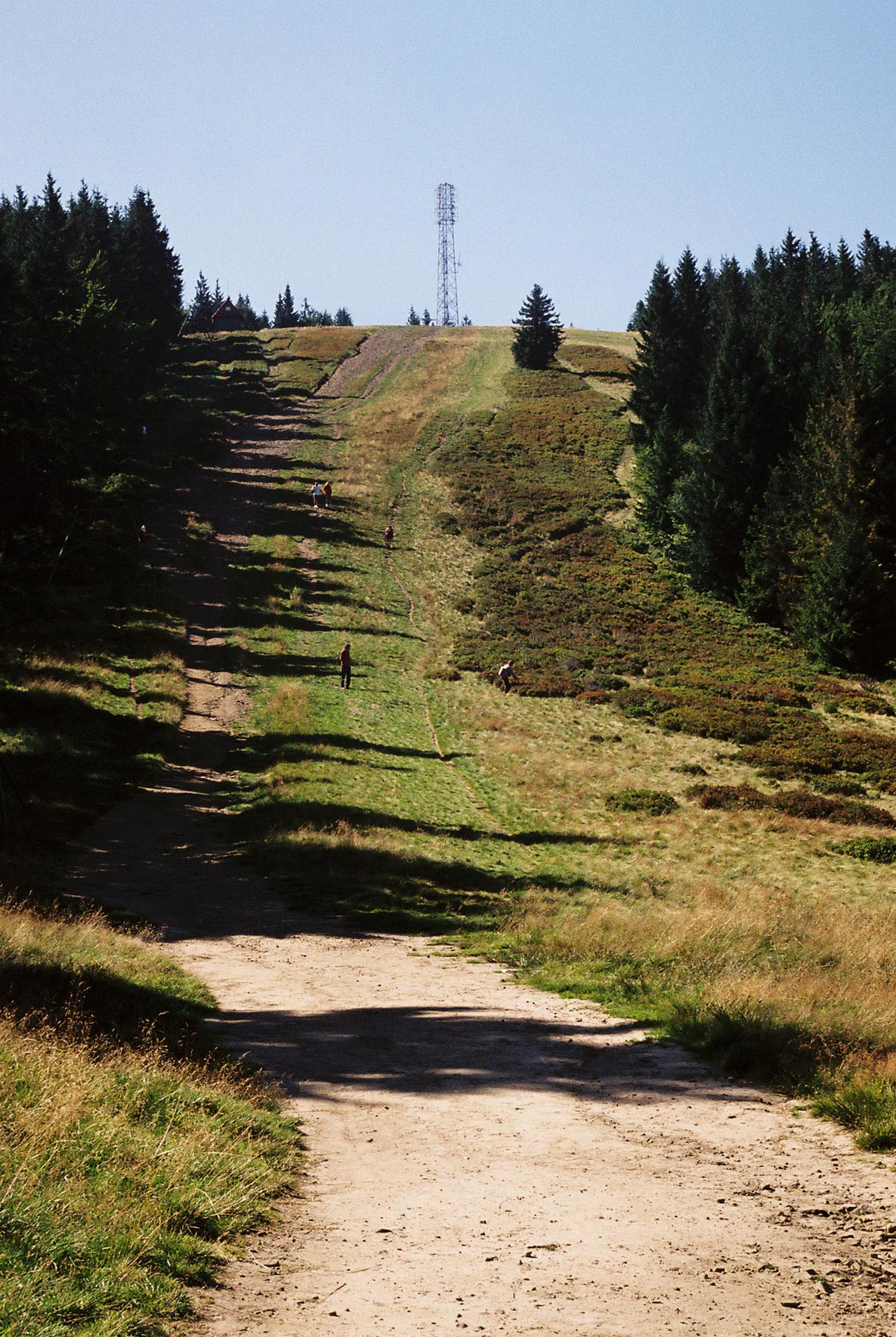
Klimczok, widok z Przełęczy Kowiorek

Odznakę mógł zdobyć każdy, bez względu na obywatelstwo, wiek lub członkostwo w organizacji turystycznej. Zdobywanie odznaki było możliwe do 15 września 2012 r. W celu zdobycia Odznaki Polskiej, Czeskiej lub Słowackiej należało zaliczyć 6 z 8 punktów weryfikacyjnych na terenie danego kraju. Aby otrzymać Złotą Odznakę należało bezwzględnie zaliczyć wszystkie 24 punkty. Kolejność odwiedzania punktów kontrolnych była dowolna. Potwierdzeń można było dokonywać równocześnie we wszystkich trzech państwach.

### Punkty kontrolne
| Słowacja: 1. Veľký Javorník 2. Veľká Rača 3. Straník 4. Rycierova hora 5. Suchý 6. Veľký Kriváň 7. Korytovo 8. Trojhranica – Czerne | Czechy: 1. Skalka 2. Ostrý 3. Javorový 4. Prašivá 5. Radhošť 6. Lysá hora 7. Velká Čantoryje 8. Trojmezí – Hrčava | Polska: 1. Wielki Stożek 2. Równica 3. Klimczok 4. Skrzyczne 5. Krawców Wierch 6. Barania Góra 7. Rysianka 8. Trójstyk – Jaworzynka |

### Zdobywcy odznaki
| Jednostka weryfikująca | Wersja czeska | Wersja polska | Wersja słowacka | Złota Odznaka | Ogółem |
| ---------------------- | ------------- | ------------- | --------------- | ------------- | ------ |
| RR KST Čadca           | 80            | 75            | 79              | 52            | 286    |
| KČT Třinec             | 187           | 112           | 126             | 108           | 533    |
| PTTS-BS w RC           | 70            | 68            | 67              | 70            | 275    |
| Oddział PTTK Wisła     | 221           | 299           | 222             | 202           | 944    |
| Oddział PTTK Żywiec    | 215           | 337           | 249             | 211           | 1012   |
| Ogółem                 | 773           | 891           | 743             | 643           | 3050   |